# Kamares-Stil

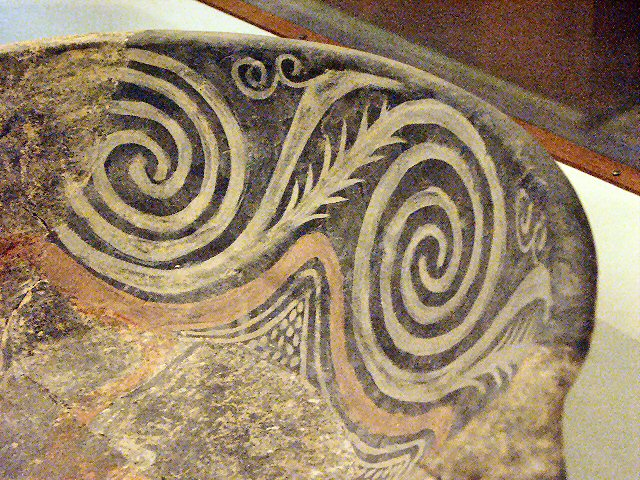
Ornament im Kamares-Stil an einem Gefäß

Als Kamares-Stil bezeichnet man einen Keramikstil aus der Frühpalastzeit Kretas (um 1900 v. Chr. bis 1650 v. Chr.).
Kennzeichen des Kamares-Stils sind lineare Motive, die auf matten schwarzen Grund mit weißer und roter Farbe aufgemalt werden und der deshalb auch als polychromer Stil bezeichnet wird. Der Stil ist typisch für die so genannte Eierschalenware, also dünnwandige Tongefäße der kretisch-minoischen Zeit. Der Kamares-Stil war im gesamten östlichen Mittelmeerraum bis nach Ägypten äußerst beliebt, wie chinesisches Porzellan im 18. neuzeitlichen Jahrhundert. Der Kamares-Stil wurde nach seinem Fundort als solcher bezeichnet, denn oberhalb des Dorfes Kamares entdeckten Archäologen in der nördlich gelegenen Kamares-Höhle Fundstücke dieser Keramik.

## Periodisierung

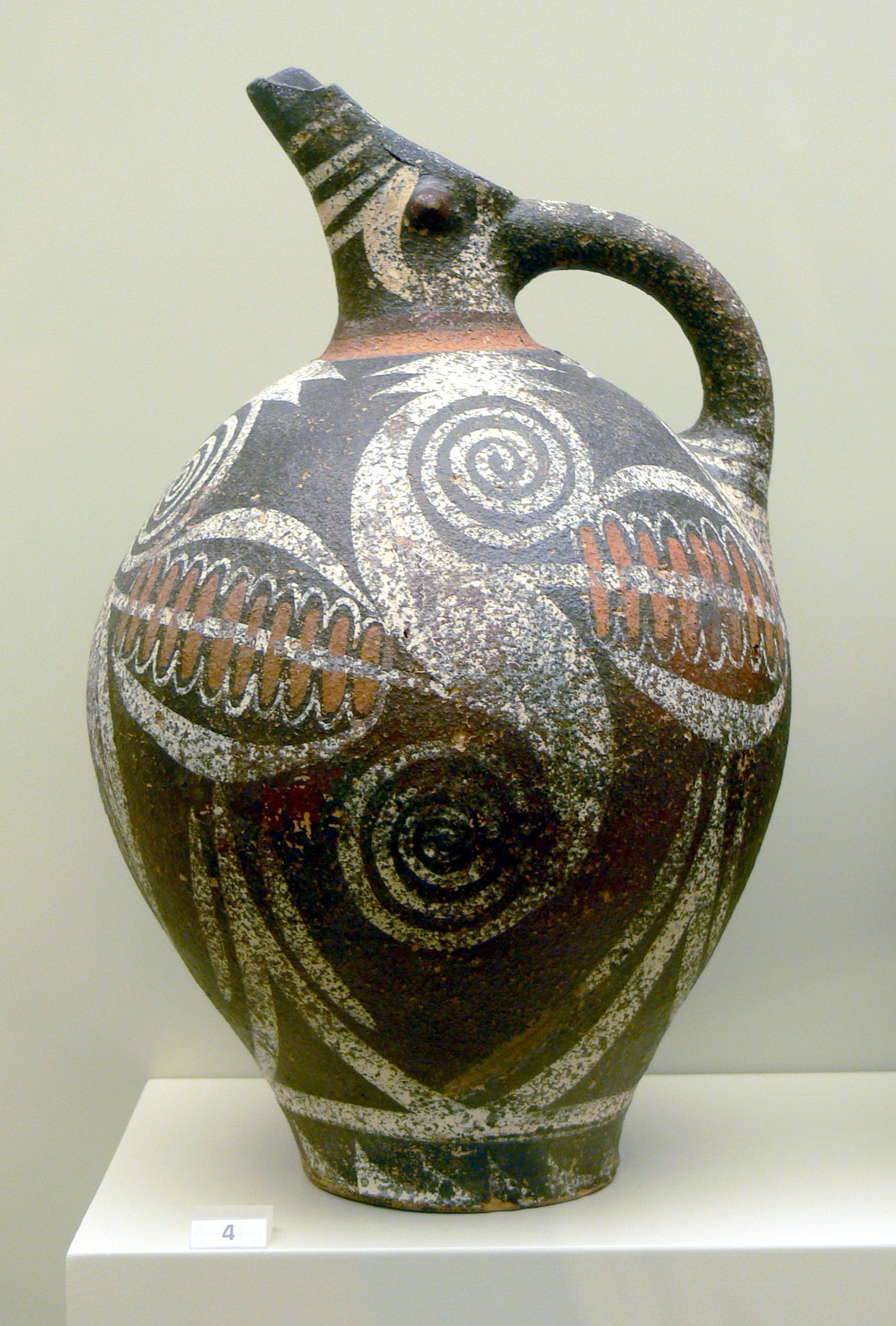
Schnabelkrug mit Spiralmotiven aus Phaistos (MM II), heute im Archäologischen Museum von Iraklio

Kamareskeramik gab es während der gesamten Mittelminoischen Zeit (MM, von ca. 2100 v. Chr. bis ca. 1600 v. Chr.) und wurde hauptsächlich bei archäologischen Grabungen in Mittelkreta gefunden.
Zu MM I A (2100–1900 v. Chr.) trat gleichzeitig mit der langsam drehenden Töpferscheibe zum ersten Mal der neue Keramiktyp auf. Der Untergrund wurde mit glänzender schwarzer Firnis überzogen, um Metall nachzuahmen. Die Bemalung erfolgte mit leuchtenden Farben, wobei man zunächst Weiß und Indischrot verwendete. Zu späteren Zeiten verwendete man auch Cinnabarit, Kirschrot und Kermes. Orange-Rot kam nur in früherer Zeit zur Anwendung. Die Farbgebung war wahrscheinlich durch hell geäderte schwarze Brekzie, einen Stein, den man oft zur Herstellung von Gefäßen verwendete, beeinflusst. Häufige Muster waren Girlanden und Spiralen, die jedoch sehr steif wirken.
Während MM I B (1900–1800 v. Chr.) waren dieselben Motive beliebt, wirken jedoch realistischer. Die Töpferkunst erreichte in dieser und der folgenden Periode ihren Höhepunkt und es erschien erstmals die Eierschalenware. Manche Gefäße sind so geknittert und geformt, als bestünden sie aus geschlagenem Metall und sind mit phantasiereichen Applikationen (Barbotine) wie Stacheln und Beulen versehen kombiniert mit feiner polychromen Bemalung.
Der Übergang zu MM II A (1. Hälfte des 18. Jh. v. Chr.) ist fließend und nicht genau zeitlich abzugrenzen. Zu dieser Zeit wurden die Darstellungen lebendiger und die Farbgebung verfeinert. Ein Markenzeichen dieser Epoche sind gestempelte Reliefs zur Nachahmung von Metallgefäßen.
Die Einführung der schnell drehenden Töpferscheibe zu MM II B (2. Hälfte des 18. Jh. v. Chr.) bedeutete das Ende des Reliefdekors. Erkennbar ist die neue Technik an elliptischen Streifen am Gefäßboden, die entstanden, als das Gefäß von der drehenden Scheibe abgeschnitten wurde. Bei Vasen, die auf der langsam drehenden Töpferscheibe erzeugt wurden, sind diese Streifen weniger gebogen. Auch die Henkel wurden nun anders befestigt, während man vorher die Henkel in die Wandung des Gefäßes einsetzte, wurden sie nun auf die Oberfläche aufgesetzt. Die Muster wurden stark stilisiert, trotzdem tauchten die ersten naturgetreuen Darstellungen von Blumen auf. Auf einer Scherbe aus der Kamares-Höhle erscheint erstmals ein Oktopus. Markenzeichen der Epoche sind aus Blättern und Blüten zusammengesetzte Bänder und Reihen von roten Scheiben. Diese Motive scheinen durch die Wandmalereien beeinflusst zu sein, wobei es sich bei den roten Scheiben ursprünglich um die Balkenenden handelte. Aus den Palästen Zentralkretas stammen noch Gefäße mit Bändern aus Halbmonden und Spiralringen.
Nach der Zerstörung der alten Paläste erschienen zu MM III A (1700–1650 v. Chr.) neue Vasenformen, die vermutlich durch Metallgefäße der Hyksos in Ägypten, wie zum Beispiel Straußeneier mit Ausguss und Füßen aus Fayence oder Metall, beeinflusst waren. Viele Libationsgefäße hatten die Gestalt eines Stierkopfes und allgemein gab es eine Tendenz zu schlankeren und höheren Vasen. Die Verzierungen wurden mit transparentem Weiß auf Lila getöntem Untergrund gemalt oder gesprenkelt, um aufgemalte weiße Punkte im Stein nachzuahmen. Blätterschnecken blieben ein beliebtes Motiv.
Während MM III B (1650–1600 v. Chr.) kam es zum Bruch im Kamares-Stil, der schließlich sein Ende bedeutet. Anscheinend beeinflusst durch Wandmalerei erscheinen Schilf und Gräser und im Hintergrund Felsen und Vegetation auf den Keramiken. Größere Tiere und Menschen wurden jedoch im Gegensatz zu den Fresken weggelassen, nur Seetiere und Vögel erschienen auf den Gefäßen. Ob dies aus religiösen, ökonomischen oder ästhetischen Gründen geschah, ist unbekannt.

## Archäologische Erforschung
Scherben der Kamaresware (vom Typ MM II B) wurden erstmals 1885 durch den Archäologen Edouard Naville in antiken Gräbern in der Nähe des ägyptischen Ortes Izbat Al Khatanah entdeckt. In den Gräbern fand er auch Skarabäen aus der 12. und 13. Dynastie. Ein Skarabäus trägt den Thronname von Pharao Sobekhotep IV. 1887/8 erwarb Naville von Einheimischen weitere Scherben im Kamares-Stil, die in Tell el-Yahudiya ausgegraben wurden.
Flinders Petrie stieß in der Grabungssaison 1889/90 in einem Schutthaufen in al-Lahun auch auf Scherben vom selben Typ. Petrie vermutete anhand der Fundumstände, dass die Keramik aus der Zeit von Sesostris II. stammen müsse. Außerdem fand er Keramik, die Kamaresware imitierte und ägyptischen Urspruchs zu sein schien. Seine Annahme, dass die Töpferware ursprünglich aus dem ägäischen Raum stammte, wurde später bestätigt. Die Funde von Kamareskeramik in Ägypten stellen wichtige Zeugnisse zur Datierung der Mittelminoischen Zeit dar.
1890 erhielt der Ephor von Kreta Josef Hatzidakis von einem Bauern aus Kamares Tonscherben der Keramik, die er in der Kamares-Höhle aufgesammelt hatte. Antonio Taramelli besuchte 1894 als erster Wissenschaftler die Höhle und stellte erste Untersuchungen an. 1913 führten Richard MacGillivray Dawkins und Max L. W. Laistner systematischen Ausgrabungen durch und fanden viele weitere Kamaresgefäße. Nach diesem Fundort wurde der Stil schließlich bezeichnet. Die schönsten Exemplare des Kamares-Stils wurden in den Palästen von Knossos und vor allem in Phaistos gefunden.

## Produktionsort
Traditionell wurde die Kamaresware als Palastproduktion interpretiert. Diese Interpretation stützt sich auf die Verteilung der Kamaresware; sie ist überwiegend in großen Mengen in den Palästen wie zum Beispiel Knossos und Phaistos zu finden. Auf dieser Interpretation baut auch die ökonomische Deutung der minoischen Paläste als Produktionsstätten auf.
Chemische und petrographische Analysen legen jedoch nahe, dass die Kamaresware aus südzentral Kreta kommt. Kombiniert mit einer räumlichen Stilanalyse wurde argumentiert, der Herkunftsort der Keramik sei die Mesara-Ebene. Die Verteilung der Ware spiegelt dann die Konsumtion und nicht die Produktion der Kamaresware wider. In der Mesara-Ebene wurde die Keramik in spezialisierten Werkstätten hergestellt und dann über Tauschsysteme an die Paläste geliefert.